# Oswaldo Loureiro
Oswaldo Loureiro Filho (Rio de Janeiro, 23 de julho de 1932 – São Paulo, 3 de fevereiro de 2018) foi um ator e diretor de teatro, televisão e cinema brasileiro. Foi também presidente do Sindicato dos Artistas do Rio de Janeiro.

## Biografia
Estudou no Teatro Duse, de Paschoal Carlos Magno, e seu primeiro trabalho profissional foi em 1955, na peça Vestido de Noiva, de Nelson Rodrigues, pela companhia de Henriette Morineau. Em 1956, fez Otelo, de Shakespeare, dirigido por Adolfo Celi, pela Companhia Tônia-Celi-Autran.
Em 1958, veio A Fábula do Brooklin, de Irwin Shaw, que lhe rendeu o prêmio de "ator revelação" pela ABCT (Associação Brasileira de Críticos Teatrais).
Veio a década de 1960 e, com ela, no Teatro dos Sete, encenou Com a Pulga Atrás da Orelha, de Georges Feydeau (dirigido por Gianni Ratto) e a rodriguiana Beijo no Asfalto, sob direção de Fernando Torres.
Foi para São Paulo (1964) após o fechamento da CTCA, e lá atuou em A Ópera dos Três Vinténs, de Bertolt Brecht, no Teatro Ruth Escobar. Depois, integrou o grupo Opinião e, de volta ao Rio (1966), fez, de novo com Gianni Ratto, Se Correr o Bicho Pega, Se Ficar o Bicho Come, de Oduvaldo Vianna Filho (Vianinha) e Ferreira Gullar. Em 1967, seria dirigido por Flávio Rangel na montagem de Édipo Rei, de Sófocles, contracenando com Paulo Autran.
Na década de 1970 faria: Gota d'Água, de Chico Buarque e Paulo Pontes; A Longa Noite de Cristal, de Oduvaldo Vianna Filho; Dois Perdidos numa Noite Suja, de Plínio Marcos; e Papa Higuirte, também de Vianinha.
Como dirigente sindical, lutou pela subvenção do Estado ao teatro e pelo reconhecimento da profissão de ator. Chegou à presidência do Sindicato dos Artistas.
Em 1982, recebeu o prêmio Mambembe por seu trabalho em Motel Paradiso, de Juca de Oliveira. Em 1983, novamente sob direção de Flávio Rangel, atua em Vargas, de Dias Gomes e Ferreira Gullar.
Em 1990, dirigiu Baixa Sociedade, de Juca de Oliveira. Em 1993, tornou-se diretor do Teatro Guaíra (Curitiba), e levou mais de 700 pessoas ao teatro por meio do seu projeto "Teatro para o Povo".
De volta ao Rio, trabalhou sob direção de Moacyr Góes na montagem de O Doente Imaginário, de Molière. Em seguida, contracenou com Jacqueline Laurence e Othon Bastos em A Profissão da Senhora Warren, de Bernard Shaw. Em 2000, novo trabalho com Moacyr Góes: Bonitinha mas Ordinária, de Nelson Rodrigues. Seu último trabalho foi na novela A Lua Me Disse, em 2005, interpretando o personagem Boaventura.
Morreu em 3 de fevereiro de 2018, aos 85 anos. Loureiro sofria de Alzheimer. O velório aconteceu no Cemitério Jardim da Colina, em São Paulo, e o corpo do ator foi cremado no mesmo local.

## Filmografia

### Cinema
| Ano  | Título                                       | Personagem              |
| ---- | -------------------------------------------- | ----------------------- |
| 1998 | Simão, o Fantasma Trapalhão                  | Dr. Hiram               |
| 1990 | Sonho de Verão                               |                         |
| 1987 | Rádio Pirata                                 | Werner                  |
| 1987 | Leila Diniz                                  | Alfredo Buzaid          |
| 1986 | Sexo Frágil                                  | João                    |
| 1984 | Para Viver um Grande Amor                    |                         |
| 1983 | Parahyba Mulher Macho                        |                         |
| 1983 | Bar Esperança                                | Baby                    |
| 1983 | Atrapalhando a Suate                         | Comandante              |
| 1981 | O Beijo no Asfalto                           | Cunha                   |
| 1981 | Bonitinha mas Ordinária ou Otto Lara Rezende |                         |
| 1979 | O Sol dos Amantes                            | Coronel Patrício        |
| 1978 | Se Segura, Malandro!                         |                         |
| 1977 | Um Brasileiro Chamado Rosaflor               | Avenca                  |
| 1971 | As Confissões de Frei Abóbora                |                         |
| 1970 | Os Herdeiros                                 | Barros                  |
| 1969 | Máscara da Traição                           | Delegado Borges         |
| 1968 | O Homem Nu                                   | Ludovico                |
| 1967 | Una rosa per tutti                           | Nino                    |
| 1967 | Mineirinho Vivo ou Morto                     | Dr. Geraldo             |
| 1966 | Engraçadinha depois dos Trinta               | Luís Cláudio            |
| 1964 | Um Morto ao Telefone                         | Marcelo                 |
| 1964 | A Morte em Três Tempos                       | Marcelo                 |
| 1963 | Und der Amazonas schweigt                    | Green Napoleon          |
| 1963 | Sonhando com Milhões                         | Guimarães               |
| 1962 | O 5º Poder                                   | Carlos                  |
| 1962 | Os Mendigos                                  |                         |
| 1959 | É Um Caso de Polícia                         |                         |
| 1951 | Aguenta Firme, Isidoro                       | Homem na boate          |
| 1948 | Inconfidência Mineira                        |                         |
| 1947 | Asas do Brasil                               | Frade                   |
| 1944 | Romance Proibido                             |                         |
| 1944 | É Proibido Sonhar                            |                         |
| 1944 | O Brasileiro João de Souza                   | João de Souza (criança) |

### Televisão
| Ano  | Título                                           | Papel                                                |
| ---- | ------------------------------------------------ | ---------------------------------------------------- |
| 1964 | O Direito de Nascer                              |                                                      |
| 1968 | Sangue e Areia                                   | Antônio                                              |
| 1969 | Os Acorrentados                                  | Willian                                              |
| 1969 | Véu de Noiva                                     | Chico                                                |
| 1972 | A Revolta dos Anjos                              | Ricardo Bragança                                     |
| 1973 | A Volta de Beto Rockfeller                       |                                                      |
| 1974 | Corrida do Ouro                                  | Otávio                                               |
| 1976 | O Casarão                                        | Deodato Leme                                         |
| 1978 | Roda de Fogo                                     | Lear                                                 |
| 1980 | Marina                                           | Carlos Eduardo                                       |
| 1983 | Parabéns pra Você                                | Armando                                              |
| 1983 | Guerra dos Sexos                                 | Joca                                                 |
| 1985 | Tenda dos Milagres                               | Nilo Argolo                                          |
| 1985 | Roque Santeiro                                   | Navalhada                                            |
| 1986 | Cambalacho                                       | Armandinho da Cruz / Duque Armand Grimaldi Delacroix |
| 1987 | Mandala                                          | Américo Junqueira                                    |
| 1989 | Que Rei Sou Eu?                                  | Gaston Marny                                         |
| 1990 | Desejo                                           | Solon                                                |
| 1990 | Pantanal                                         | Chico                                                |
| 1990 | Mico Preto                                       | Belarmino                                            |
| 1994 | Incidente em Antares                             | Inocêncio Pigarço                                    |
| 1994 | Quatro por Quatro                                | Olegário                                             |
| 1995 | Decadência                                       | Emiliano                                             |
| 1995 | Malhação                                         | General Milton                                       |
| 1995 | Cara e Coroa                                     | Melquisedeque (Mel)                                  |
| 1995 | Xuxa Especial de Natal - Deu a louca na fantasia | Mestre do Mal                                        |
| 1996 | O Fim do Mundo                                   | Romildo Galvão                                       |
| 1996 | Salsa e Merengue                                 | Bola                                                 |
| 1997 | Mandacaru                                        | Maldonado                                            |
| 1998 | Malhação                                         | Esmeraldino Sampaio                                  |
| 1998 | Pecado Capital                                   | Boca                                                 |
| 2000 | Uga Uga                                          | Querubim                                             |
| 2001 | As Filhas da Mãe                                 | Delegado                                             |
| 2001 | A Grande Família                                 | Almeidinha                                           |
| 2003 | Kubanacan                                        | Pantoja                                              |
| 2004 | Celebridade                                      | Peixoto                                              |
| 2004 | A Diarista                                       | Gerenal Castro                                       |
| 2004 | Começar de Novo                                  | Albert                                               |
| 2005 | A Lua Me Disse                                   | Boaventura                                           |

### Direção de televisão
| Ano       | Título        |
| --------- | ------------- |
| 1975      | Cuca Legal    |
| 1987      | Senti Firmeza |
| 1982-1983 | Os Trapalhões |